# Edward Gibson
Edward George Gibson (Buffalo, 8 november 1936) is een Amerikaans voormalig ruimtevaarder. Gibsons eerste en tevens laatste ruimtevlucht was Skylab-4 met een Saturnus IB-raket en vond plaats op 16 november 1973. Tijdens de missie werden er experimenten uitgevoerd aan boord van het ruimtestation Skylab. Ook werd de komeet Kohoutek uitgebreid geobserveerd.
Gibson maakte tijdens zijn missie drie ruimtewandelingen. In 1982 verliet hij NASA en ging hij als astronaut met pensioen.